# Nemes Nagy Ágnes
Nemes Nagy Ágnes (Budapest, 1922. január 3. – Budapest, 1991. augusztus 23.) Kossuth-, József Attila- és Baumgarten-díjas magyar költő, műfordító, esszéíró, pedagógus, a Digitális Irodalmi Akadémia posztumusz tagja; Lengyel Balázs műkritikus első felesége.

## Életpályája
Mindvégig szülővárosában élt, s eredeti nevén publikált. 1939-ben a Baár–Madas Református Leánylíceumban kitüntetéssel érettségizett. Ezt követően a Pázmány Péter Tudományegyetem magyar–latin–művészettörténet szakos hallgatója lett, s itt szerzett diplomát 1944-ben. Egyetemi éveiben munkakapcsolatba került Szerb Antallal és Halász Gáborral.

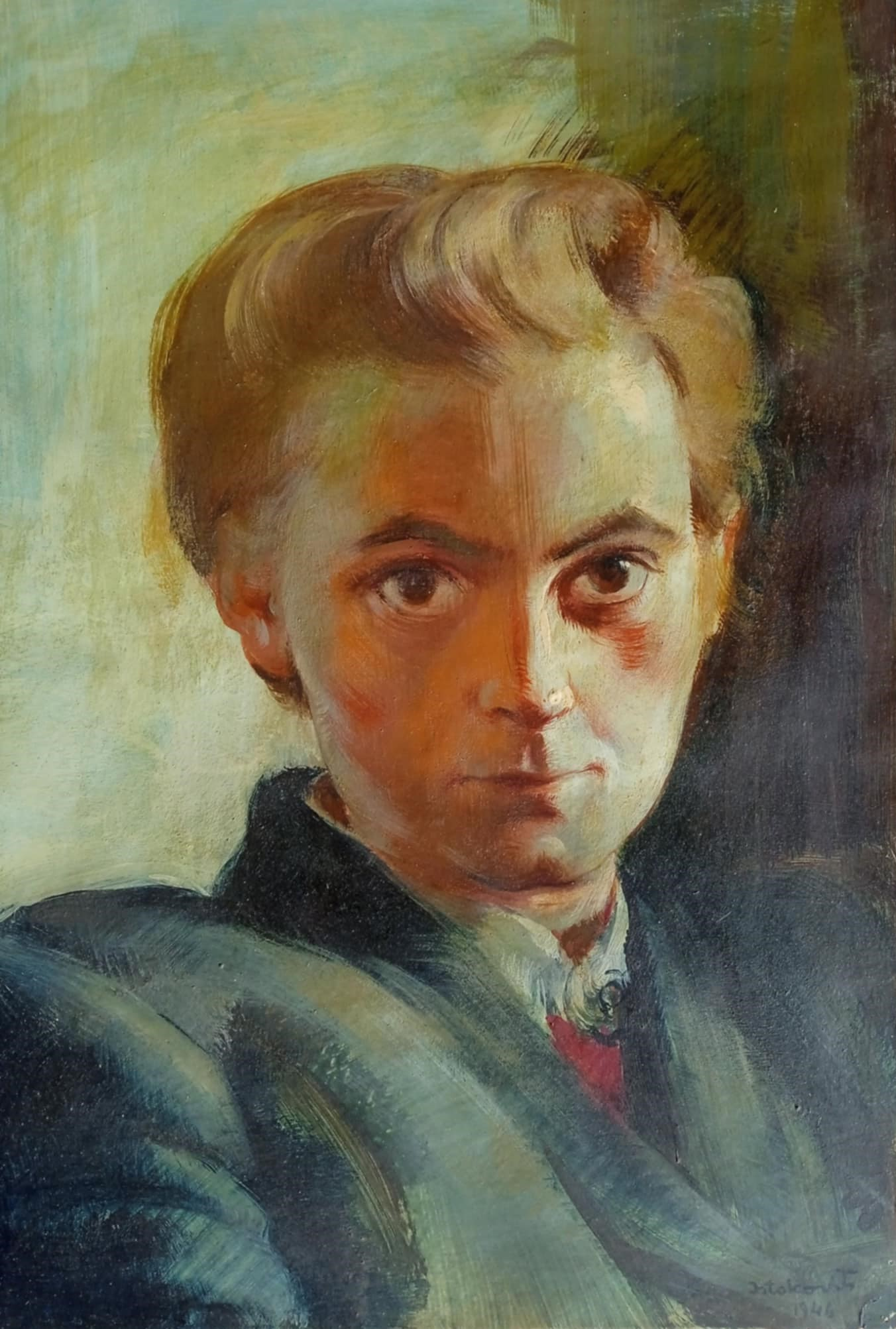
Nemes Nagy Ágnes az Újhold folyóirat alapítása idején (1946, Istókovits Kálmán festménye)

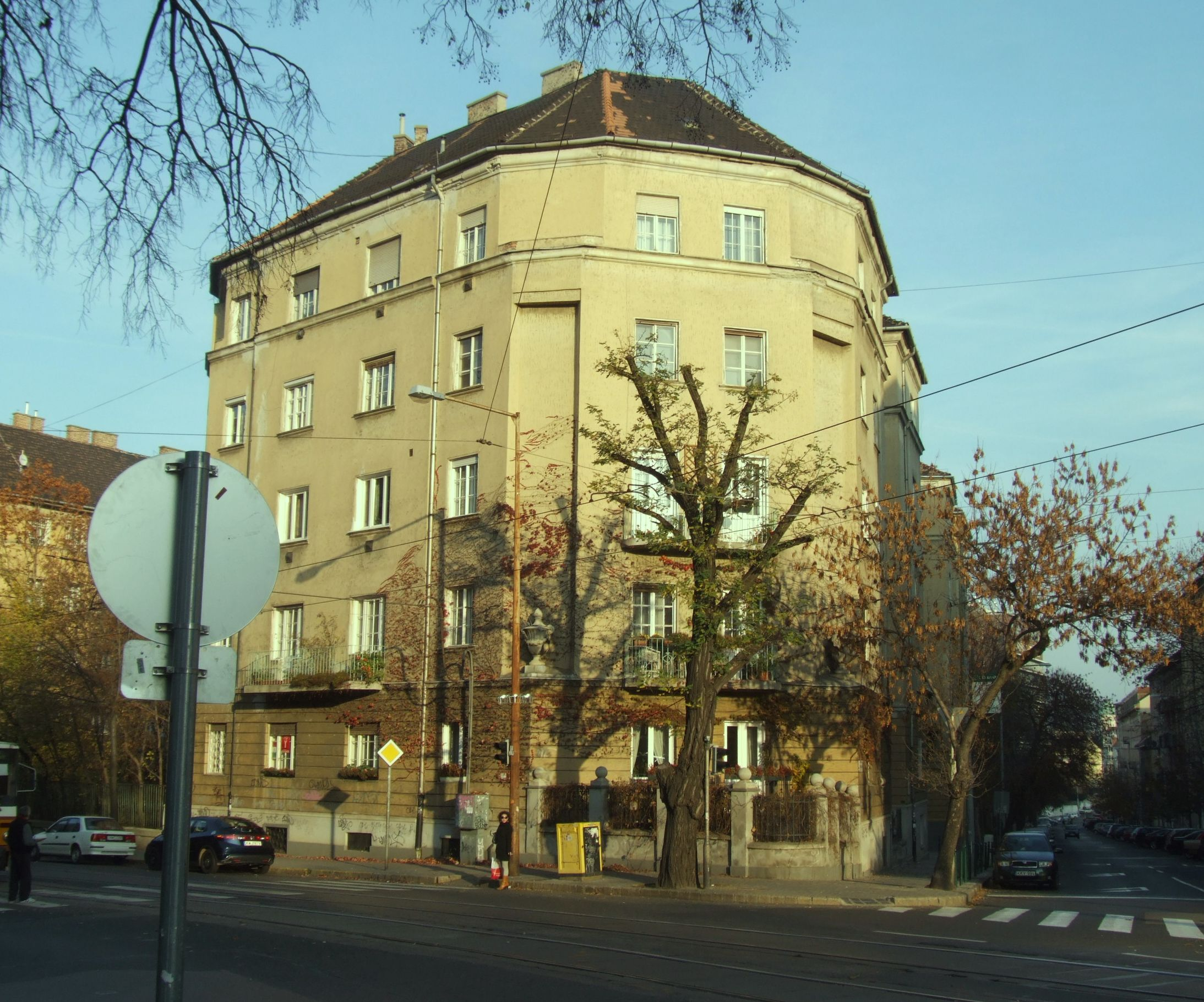
Lakóháza a XII. kerületi Királyhágó utca és Böszörményi út sarkán. 33 éven át szerkesztőségi és baráti összejövetelek rendszeres színhelye volt harmadik emeleti lakása

Diákkorától kezdve írt verseket, folyóiratokban 1945-től publikált. Első verseskötete 1946-ban jelent meg. Akkor lépett be a Magyar Írószövetségbe, később tagja volt a Magyar PEN Clubnak is. Ez évben alapította – férjével közösen – az Újhold című irodalmi folyóiratot, amely csak 1948 őszéig jelenhetett meg, de betiltása után mintegy jelképe lett a babitsi Nyugat eszmeiségét és minőségigényét vállaló írói-irodalmi törekvéseknek. 1947–1948 augusztusa között ösztöndíjjal – a magyar tudomány és művészet, az irodalom olyan nagyjaival együtt, mint Pilinszky János, Károlyi Amy, Ottlik Géza vagy Weöres Sándor – a Római Magyar Akadémián, illetve Párizsban tartózkodott tanulmányúton, mintegy a háború szörnyűségeit feldolgozandó.
Elsősorban francia és német nyelvű műveket fordított (így Corneille, Racine, Molière drámáit, Victor Hugo, Saint-John Perse verseit, Rilke és Bertolt Brecht műveit), de antológiákban számos más nyelvből is készült fordítása megjelent. 1946-tól a Köznevelés című pedagógiai folyóirat munkatársa, 1954–1958 között a budapesti Petőfi Sándor Gimnázium tanára, 1958-tól pedig szabadfoglalkozású író volt.
Költői életműve terjedelmét és a kötetek számát tekintve keveset publikált. További új verseit az 1967-es Napfordulóban, majd pedig három gyűjteményes kötetének egy-egy új ciklusában adta közre. Ebben az időszakban írta (sokak által főművének tartott) versciklusát, az „Ekhnáton jegyzeteiből”-t.

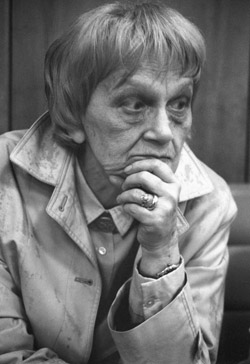
Nemes Nagy Ágnes a Vörösmarty téren az 1989-es Könyvhéten

Költői munkája mellett a magyar esszéirodalom kimagasló művelője volt. 1975-től kezdődően több kötetben publikálta esszéit, verselemzéseit és a vele készült interjúkat. Önálló kötetet szentelt Babits Mihály költői portréjának. Műelemzései, a költészet rendeltetéséről, a vers belső természetéről szóló írásai a szakszerűség és az érzékletes, sőt élvezetes eleven szemléletesség példái, a tárgyszerűség és személyesség finom ötvözetének mintái.

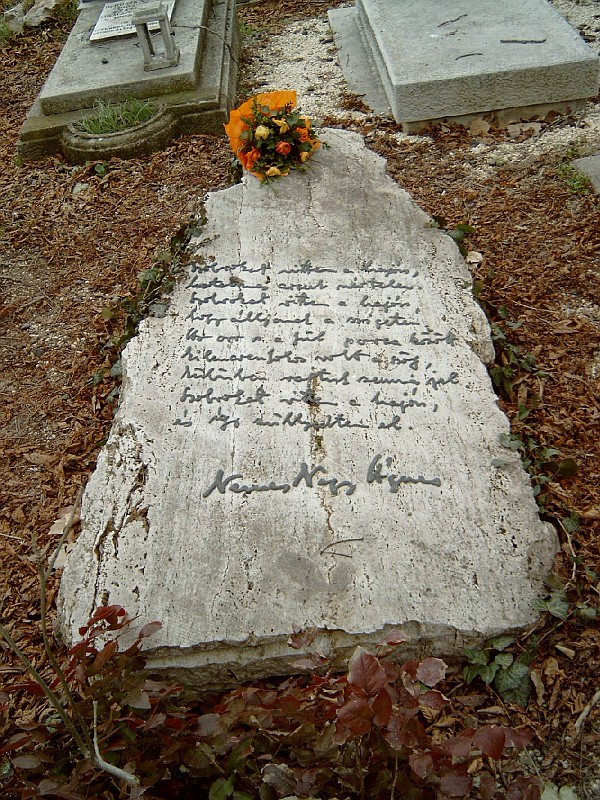
Nemes Nagy Ágnes sírja Budapesten. Farkasréti temető: 31-2-70. Jovánovics György alkotása

Az 1970-es–1980-as években mértékadó és meghatározó személyisége lett a magyar irodalmi életnek. Kapcsolatot tartott a magyar irodalmi emigráció számos jeles tagjával is. Több ízben képviselte hazája irodalmát külföldi felolvasóesteken és nemzetközi írótalálkozókon, 1979-ben pedig négy hónapot töltött az amerikai Iowai Egyetemen, Iowa Cityben, az egyetem nemzetközi írótáborában.
1986-ban Lengyel Balázzsal közösen – évkönyv formájában – újraindították az Újholdat Újhold Évkönyv címen. A 12 kötet arról tanúskodik, hogy Nemes Nagy Ágnes az Újhold-eszme megvalósítását életműve részének tekintette.
Élete utolsó évében meghívott alapító tagja lett az MTA-n belül szerveződő Széchenyi Irodalmi és Művészeti Akadémiának.
Hosszú szenvedés után, daganatos betegség következtében hunyt el.
A szerelem úgy viszonylik a szexushoz, mint a tagolt beszéd a makogáshoz. Jellemző nyavalyás korunkra, hogy míg egyfelől kimondja (főképp csak úgy a levegőbe) a nő egyenjogúsítását, másfelől ezt is nemi regresszióra használja fel. Szerelempárti vagyok. Hogy mi a különbség a szerelem nemisége és a puszta nemiség közt, azt annak, aki nem tudja, úgyis hiába magyaráznám. Ha angyaloknak nyelvén szólnék is, akkor sem értené. Az a különbség, ami a marharépa és a manna, a rossz vers és a jó vers között.
1998-ban posztumusz megkapta Izrael állam Világ Igaza-kitüntetését, Lengyel Balázzsal együtt, mert a holokauszt idején zsidókat mentettek.
Bodzavirág című versének megzenésített változata fontos szerepet játszik Deák Kristóf Oscar-díjas filmjében, a Mindenkiben.

## Emlékezete

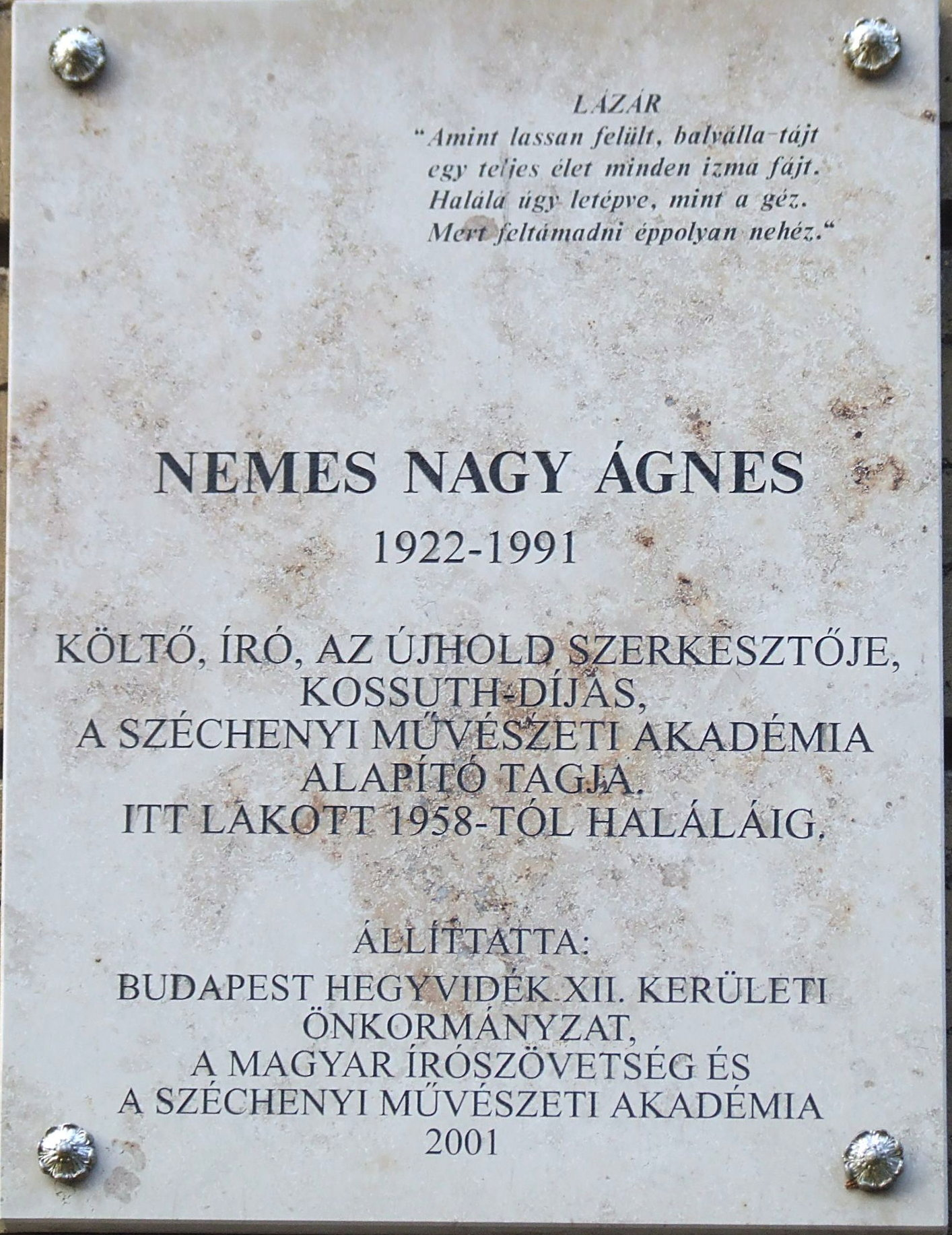
Emléktábla a ház falán

1998-ban a Pro Renovanda Cultura Hungariae Alapítvány Nemes Nagy Ágnes-emlékdíjat alapított a magyar esszéirodalom legjobbjainak elismerésére. A díjat először 1999-ben ítélték oda három személynek. 
1999-ben, a budapesti Petőfi Sándor Gimnázium falán helyezték el bronzból készült emléktábláját, Fekete Géza Dezső szobrászművész alkotását.
2001-ben Budapest XII. kerületének önkormányzata, a Magyar Írószövetség és a Széchenyi Művészeti Akadémia emléktáblát állíttatott a költő egykori lakóhelyén, a Királyhágó utca 5. szám alatti ház falán.
2021 óta nevét viseli a 474440 Nemesnagyágnes kisbolygó.

## Művei

### 1991-ig
- Kettős világban. Versek; Új Hold, Bp., 1946
- Szárazvillám. Versek és műfordítások; Magvető, Bp., 1957
- Ki ette meg a málnát?; vers Nemes Nagy Ágnes, rajz J. Micurka, K. Plecsinta, N. Zamfir; Ifjúsági, Bukarest, 1957
- Barátaink a ház körül; vers Nemes Nagy Ágnes, rajz Fritz Baumgarten; Abel und Müller, Leipzig, 1961
- Jóreggelt, gyerekek; vers Nemes Nagy Ágnes, rajz Győrffy Anna; Móra, Bp., 1962
- Az aranyecset. Keleti mese; ill. Lukáts Kató; Móra, Bp., 1962
- Vándorévek; Magvető, Bp., 1964
- Lila fecske; ill. Szántó Piroska; Móra, Bp., 1965
- Napforduló; Magvető, Bp., 1967
- Nyúlanyó húsvétja; vers Nemes Nagy Ágnes, rajz Reich Károly; Móra, Bp., 1968
- A lovak és az angyalok. Válogatott versek; Magvető, Bp., 1969
- A lovak és az angyalok; 2. bőv. kiad.; Magvető, Bp., 1973
- Mit látunk az utcán?; vers Nemes Nagy Ágnes, rajz Szecskó Tamás; Móra, Bp., 1974
- 64 hattyú. Tanulmányok; Magvető, Bp., 1975
- Mennyi minden; ill. Hincz Gyula; Móra, Bp., 1975 (gyermekversek)
- Bors néni könyve; ill. Pásztor Gábor; Móra, Bp., 1978
- Szökőkút; ill. Pásztor Gábor; Móra, Bp., 1979
- Éjszakai tölgyfa; Békés m. Könyvtár, Békéscsaba, 1979
- Egy pályaudvar átalakítása (versek), 1980
- Között. Összegyűjtött versek; Magvető, Bp., 1981
- Metszetek. Esszék, tanulmányok; Magvető, Bp., 1982
- A hegyi költő. Vázlat Babits lírájáról; Magvető, Bp., 1984
- A Föld emlékei. Összegyűjtött versek; Magvető, Bp., 1986
- Látkép, gesztenyefával. Esszék; Magvető, Bp., 1987
- Felicián vagy A tölgyfák tánca. Nemzetközi képeskönyv; ill. Heinzelmann Emma; Móra, Bp., 1987
- Szőke bikkfák. Verselemzések; Móra, Bp., 1988 (Diákkönyvtár)
- Szó és szótlanság; Magvető, Bp., 1989

### 1991 után
- A magasság vágya. Összegyűjtött esszék 2.; szerk. Székely Sz. Magdolna; Magvető, Bp., 1992
- Amerikai napló. Iowa, 1979; sajtó alá rend. Lengyel Balázs; Századvég, Bp., 1993
- Nemes Nagy Ágnes összegyűjtött versei; szöveggond., utószó Lengyel Balázs; Osiris-Századvég, Bp., 1995 (Osiris klasszikusok)
- Nemes Nagy Ágnes levelesládája. Válogatott levelezésének kis gyűjteménye; sajtó alá rend., szerk. Lengyel Balázs; Magyar Írószövetség–Belvárosi, Bp., 1995 (Bibliotheca Hungarica)
- Nemes Nagy Ágnes–Lengyel Balázs: A tünékeny alma; Jelenkor, Pécs, 1995 (Élő irodalom sorozat)
- Nemes Nagy Ágnes válogatott versei; szerk., utószó Lengyel Balázs; Unikornis, Bp., 1997 (A magyar költészet kincsestára)
- A gondolj-rám-virág; Osiris, Bp., 1999
- Sampusz a fekete krampusz; ill. Füzesi Zsuzsa; General Press, Bp., 2003
- Az élők mértana. Prózai írások; szerk., utószó Honti Mária; Osiris, Bp., 2004 (Osiris klasszikusok)
- Egy ezüstnyárfát adj nekem. Válogatott versek; Paál Zsuzsanna képeivel; magánkiadás, Bp., 2004
- Rejtély és ráció. Nemes Nagy Ágnes verskéziratai és rajzai; vál., szerk. Kemény Aranka, előszó Székely Magda; PIM, Bp., 2004
- Az öt fenyő; Tiszatáj Alapítvány, Szeged, 2005 (Tiszatáj könyvek)
- 51 vers / 51 poems; angolra ford. Peter Zollman; Maecenas, Bp., 2007
- Felicián vagy A tölgyfák tánca; Akadémiai, Bp., 2010 (Mesetárs)
- Bors néni könyve; ill. Keresztes Dóra; 3. felújított kiad.; Móra, Bp., 2012
- Magyarul és világul; szöveggond., jegyz. Lengyel Balázs, Ferencz Győző; Helikon, Bp., 2014
- Az aranyecset. Keleti mese; ill. Schall Eszter; 3. átdolg. kiad.; Móra, Bp., 2015
- Barátaink a ház körül; ill. Szalma Edit; 3. felújított kiad.; Móra, Bp., 2015
- Jó reggelt, gyerekek!; ill. Szalma Edit; 5. felújított kiad.; Móra, Bp., 2015
- Összegyűjtött versek; szerk., szöveggond., jegyz., utószó Ferencz Győző; Jelenkor, Bp., 2016
- „Láthatatlan selyemsál a számon”. Nemes Nagy Ágnes és Lengyel Balázs leveleiből; összegyűjt., sajtó alá rend., jegyz., bev. Buda Attila, Pataky Adrienn, Tüskés Anna; Gondolat, Bp., 2019
- A gyufaskatulyától Prométheuszig. Összegyűjtött interjúk és beszélgetések; szerk., szöveggond., jegyz., utószó Nemeskéri Luca és Lénárt Tamás; Jelenkor, Bp., 2019
- Kósza varjak; ill. Szegedi Katalin; Móra, Bp., 2019
- Szorongatott idill. Nemes Nagy Ágnes, Lengyel Balázs, Plocz Alaine, Mészöly Miklós levelezése, 1955–1997; sajtó alá rend., jegyz., utószó Hernádi Mária és Urbanik Tímea; Jelenkor, Bp., 2021
- "Maszk nem takarta már"; vál. Ferencz Győző; Jelenkor, Bp., 2022
- A névtelenek senkiföldje. Összegyűjtött tanulmányok, esszék; szerk., utószó Ferencz Győző, szöveggond., jegyz. Szlukovényi Katalin; Jelenkor, Bp., 2022
- Szilánkos fényjelek. Válogatott írások; vál., szöveggond. Ferencz Győző; Jelenkor, Bp., 2022

### Idegen nyelven
- Selected poems; bev., angolra ford. Bruce Berlind, előszó Nemes Nagy Ágnes; University of Iowa, Iowa City, 1980 (Iowa translations)
- Dennoch schauen. Gedichte; szerk., németre ford. Paul Kárpáti, közrem. Franz Fühmann; Insel, Leipzig, 1986 (Insel-Bücherei)
- Solstizio; olaszra ford. Dallos Marinka, Jole Tognelli; Empiria, Roma, 1988 (Poetidiana)
- Between. Selected poems of Ágnes Nemes Nagy; vál. Lengyel Balázs, angolra ford. Hugh Maxton, bev. Nemes Nagy Ágnes, ford. Szöllősy Judit E.; Corvina–Dedalus, Bp.–Dublin, 1988
- Ágnes Nemes Nagy on poetry, a Hungarian perspective; szerk. Ferencz Győző, John Hobbs, angolra ford. Hámori Mónika; Mellen, Lewiston–Queenston–Lampeter, 1998
- Ekhnáton az égben. Versek és esszék / Achnaton v nebi. Básne a eseje; vál., ford. szlovákra Oldřich Kníchal; Pont, Bp., 1999 (Conflux)
- El reverso de la luz. Cuatro poetas húngaros. Selección de poemas de László Kálnoky, Ágnes Nemes Nagy, János Pilinszky, Sándor Weöres; vál. Székács Vera, spanyolra ford. Rodrigo Escobar Holguín, Székács Vera; Universidad Nacional de Colombia–Orpheusz, Bogota–Bp., 1999

## Műfordításai
- Jean Racine: Bajazid (1949)
- Pierre Corneille: Cid (1956)
- Victor Hugo válogatott versei (1956)
- Bertolt Brecht: Jó embert keresünk (1957)
- Bertolt Brecht: Kurázsi mama és gyermekei (1958)
- Corneille: Cinna (1959)
- Molière: Tolakodók (1960)
- Friedrich Dürrenmatt: Az újrakeresztelők (1977)
- Elfogtam volna mást, s íme, elfogtak engem. Nemes Nagy Ágnes válogatott műfordításai; vál., utószó Buda Attila; Szépirodalmi Figyelő Alapítvány–Ráció, Bp., 2009

## Díjai
- Baumgarten-díj (1948)
- József Attila-díj (1969)
- A Munka Érdemrend arany fokozata (1982)
- Kossuth-díj (1983)
- Az Év Könyve Jutalom (1985)
- Világ Igaza-kitüntetés (1998, posztumusz) (Lengyel Balázzsal közösen)
- Az Oscar-díjas Mindenki rövidfilm zárójelenetében a Tavaszi felhők című versének megzenésítése hangzik el (2015-ben készült, Oscar-díjas 2017-ben)

## Verselemzések
- Hernádi Mária: "És lélegeztek mindaketten" Nemes Nagy Ágnes: Éjszakai Tölgyfa. In: Tiszatáj, 2005/2., diákmelléklet, 1-20.[10]
- Honti Mária: A "tűnődő pallos" (I). Nemes Nagy Ágnes Három történet-éről. In: Holmi, 2000/3., 294-307.
- Honti Mária: A "tűnődő pallos" (II). Nemes Nagy Ágnes Három történet-éről. In: Holmi, 2000/4., 423-437.
- Lengyel Balázs: Egy poétikai módszer alakulása. Nemes Nagy Ágnes: Balaton. In: L. B.: Két sorsforduló. Válogatott esszék. Balassi Kiadó, Bp., 1998, 208-211.
- Márványi Judit: A "Ház a hegyoldalon" Nemes Nagy Ágnes mitológiájában. In: Orpheus, 1995 tél/1996 tavasz, 97-108.
- Tamás Ferenc: "Ettél citromalmát?" Nemes Nagy Ágnes verséről. In: Kortárs, 2000/4., 93-98.

## Bibliográfia
- Zimáné Lengyel Vera: Nemes Nagy Ágnes válogatott bibliográfiája. Új Kilátó Irodalompártoló Egyesület, Bp.
- Buda Attila szakirodalom-jegyzéke (Digitális Irodalmi Akadémia)
- Urbán Péter: Szakirodalmi bibliográfia és említési mutató Nemes Nagy Ágnes verseihez. ItK, 2008/5–6., 700–740.

## Róla szóló irodalom
Nemes Nagy Ágnes profilja a Digitális Irodalmi Akadémia honlapján

### Monográfiák
- Schein Gábor: Nemes Nagy Ágnes költészete. In: S. G.: Poétikai kísérlet az Újhold költészetében. Universitas Könyvkiadó, Bp., 1998, 11–132.
- Hernádi Mária: Egy találkozás története. Ontológiai dialogicitás Nemes Nagy Ágnes költészetében. Fiatal Filológusok Füzetei, Szeged, 2005
- Lengyel Valéria: Elfordított látóhatár. A poétikai tér Nemes Nagy Ágnes költészetében; L'Harmattan, Bp., 2015
- Z. Urbán Péter: Az önreflexió mintázatai Nemes Nagy Ágnes költészetében; Ráció, Bp., 2015 (Művek, értelmezések, elméletek)

### Emlékezések Nemes Nagy Ágnesre, interjúsorozat és virtuális kiállítás a PIMmédián
- Lengyel Balázs emlékezése
- Rába György emlékezése
- Lator László emlékezése, kérdezi Kelevéz Ágnes
- Domokos Mátyás emlékezése
- Székely Magda emlékezése
- Gergely Ágnes emlékezése
- Takács Zsuzsa emlékezése, kérdezi Kelevéz Ágnes
- Ferencz Győző emlékezése, kérdezi Kelevéz Ágnes
- Balassa Péter sírbeszéde Nemes Nagy Ágnes temetésén
- Mészöly Miklós sírbeszéde Nemes Nagy Ágnes temetésén

### Egyéb
- Nemes Nagy Ágnes utolsó interjúja, kérdezi Kelevéz Ágnes
- Erkölcs és rémület között. In memoriam Nemes Nagy Ágnes; vál., szerk., összeáll. Domokos Mátyás, Lengyel Balázs; Nap, Bp., 1996 (In memoriam)
- Horváth Kornélia: Tűhegyen. Versértelmezések a későmodernség magyar lírája köréből. József Attila, Pilinszky János, Weöres Sándor, Nemes Nagy Ágnes, Petri György; Krónika Nova, Bp., 1999
- Bozók Ferenc: Nemes Nagy Ágnes Budapestje; in: Lyukasóra folyóirat, 2011/2.
- Hernádi Mária: A névre szóló állomás. Nemes Nagy Ágnes prózakölteményei; Szent István Társulat, Bp., 2012
- Menyhért Anna: Női irodalmi hagyomány. Erdős Renée, Nemes Nagy Ágnes, Czóbel Minka, Kosztolányiné Harmos Ilona, Lesznai Anna; Napvilág, Bp., 2013
- Nemes Nagy Ágnes arcai; szerk. Rózsássy Barbara; Orpheusz, Bp., 2013
- „…mi szépség volt s csoda”. Az Újhold folyóirat köre – tanulmányok és szövegközlések; összeáll. és szerk. Buda Attila, Nemeskéri Luca, Pataky Adrienn; Ráció, Bp., 2015
- Leírás és értelmezés. Újholdas szerzők a hagyománnyá válás közben; összeáll. és szerk. Buda Attila, Nemeskéri Luca, Pataky Adrienn; Ráció, Bp., 2016